# Claude Vaucher
Claude Vaucher, né en mars 1942, est un parasitologiste suisse. De 1977 à sa retraite en 2002, il travaille au Muséum d'histoire naturelle de Genève.

## Taxons dédiés
Claude Vaucher est le dédicataire des taxons suivants :
- Andiodrilus vaucheri Zicsi, 1988
- Bythinoplectus vaucheri Comellini, 1985
- Holoparasitus vaucheri Juvara-Bals, 2008
- Vaucheriella de Chambrier, 1987

## Taxons décrits
Claude Vaucher a décrit ou co-décrit les genres suivants :
- Ageneiella de Chambrier & Vaucher, 1999
- Bonaia Mariaux & Vaucher, 1990
- Carostrongylus Durette-Desset & Vaucher, 1989
- Collyricloides Vaucher, 1969
- Euzetiella de Chambrier, Vaucher & Rego, 1999
- Glanitaenia de Chambrier, Zehnder, Vaucher & Mariaux, 2004
- Linustrongylus Vaucher & Durette-Desset, 1986
- Mariauxilepis Georgiev & Vaucher, 2003
- Mesopolystoma Vaucher, 1981
- Molostrongylus Durette-Desset & Vaucher, 1996
- Neocosmocercella Baker & Vaucher, 1983
- Paraleyogonimus Vaucher, 1968
- Patagoniella Ivanova & Vaucher, 2005
- Pseudadelphoscolex Mariaux, Bona & Vaucher, 1992
- Thaumasiolepis Mariaux & Vaucher, 1989
- Urutaulepis Georgiev & Vaucher, 2003
- Websternema Vaucher & Durette-Desset, 1986
- Yagansiella Ivanova & Vaucher, 2005